# Осубэракаси
Осубэракаси (яп. 大垂髪) — японская женская причёска, которую знатные дамы носили с периода Хэйан по период Муромати (IX—XVI века). Разновидность причёски «субэракаси» (яп. 垂髪). В некоторых источниках, в частности словаре Дайдзисэн, приводится чтение «о:субэракаси», с долгим звуком «о».
Осубэракаси входила в форму одежды придворных фрейлин, также её носили женщины самурайского сословия. В современной Японии её можно увидеть на придворных церемониях, в частности свадьбах членов императорского двора, а также на куклах «хина-нингё» на празднике хинамацури.
Для этой причёски волосы собирают в большой конский хвост, перевязанный низко, и опускают его так, чтобы по бокам от головы волосы ложились в форме сердца. Хвост перетягивают одним или несколькими шнурами «эмотоюи» (яп. 絵元結). Для его удлинения применяют шиньоны.